# Aviation Traders ATL-98
Die Aviation Traders ATL-98 Carvair ist ein viermotoriges, kombiniertes Fracht- und Passagierflugzeug, das vom britischen Hersteller Aviation Traders Ltd von 1961 bis 1969 in 21 Exemplaren aus dem US-amerikanischen Verkehrsflugzeug Douglas DC-4 umgebaut wurde. Auffallend sind Position und Form des Cockpits, welches seinen Platz in einem Buckel über der Ladefläche hat, ähnlich wie bei der Budd RB-1 Conestoga, der Bristol 170, der Armstrong Whitworth Argosy und später der Boeing 747. Wie die DC-4 hat auch die ATL-98 keine Druckkabine und verfügte über ein einziehbares Bugradfahrwerk.

## Film
Gleich 2 Aviation Traders ATL-98 von British United Air Ferries, sind in einer der Flughafenzenen vom James Bond Film James Bond 007 – Goldfinger zu sehen.

## Geschichte

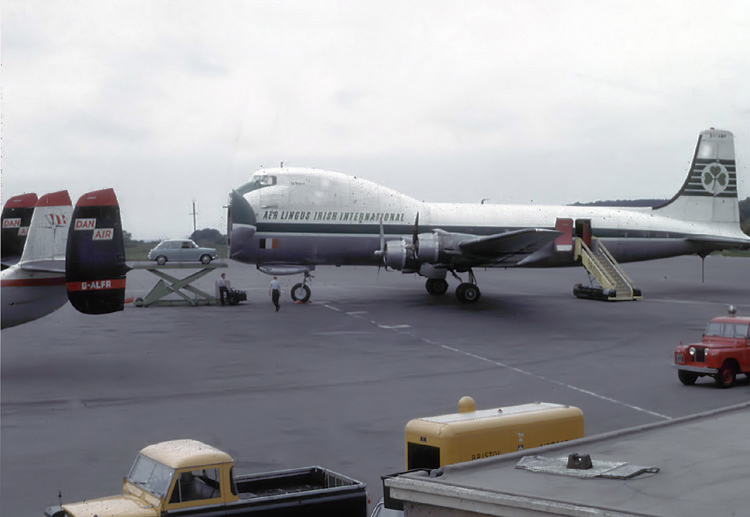
Eine Carvair von Aer Lingus beim Beladen auf dem Flughafen von Bristol (1965)

Gegen Ende der 1950er Jahre bestand Bedarf (durch Sir Freddie Laker und seine Firma Air Charter, die später auch Channel Air Bridge hieß und noch später als Teil von British United verkauft wurde) an einem Flugzeug, das gleichzeitig Automobile und deren betuchte Besitzer zu ihren Zielen über den Ärmelkanal zwischen Großbritannien, Irland und Frankreich transportierte. Die bereits für diesen Zweck verwendeten Bristol 170 Freighter bzw. Superfreighter waren aufgrund des steigenden Verkehrsaufkommens zu klein geworden. Da viele Fluggesellschaften DC-4-Flugzeuge aus ihren Beständen verkauften, baute Aviation Traders Ltd. eine Anzahl dieser Maschinen um. Das Cockpit wurde um 2,08 Meter nach oben über den nun durchgehenden 24,74 m langen und max. 2,03 m hohen Frachtraum verlegt, der Rumpf verlängert, das hintere Druckschott um 1,2 m nach hinten versetzt und das Seitenleitwerk erhöht. Insgesamt wurde die Maschine durch die Maßnahmen 900 kg schwerer, was durch Einsparungen im Innenraum aber wieder wettgemacht werden konnte. Der Bug konnte zum Be- und Entladen durch eine nach Backbord wegklappende und hydraulisch betätigte Klappe geöffnet werden. Der erste Umbau begann im Oktober 1960 und der Erstflug fand am 21. Juni 1961 mit Testpilot D.B. Cartridge am Steuer statt. Die erste Maschine (G-ANYB) erhielt am 31. März 1962 ihre Zulassung. Die Carvair konnte fünf Autos und in einem Abteil beim Heck 22 Passagiere befördern. Die reine Passagierversion beförderte 85 Fluggäste; auf Wunsch waren aber auch andere Konfigurationen möglich. Der Name „Carvair“ entstand als Abkürzung aus „Car via Air“. Die Fluggesellschaft British United Air Ferries nahm Anfang 1962 mit diesem Typ den Betrieb auf, welcher am 1. Januar 1977 endete. Der Preis für eine Umrüstung belief sich auf zunächst etwa 105.000 Pfund pro Flugzeug.

## Betreiber

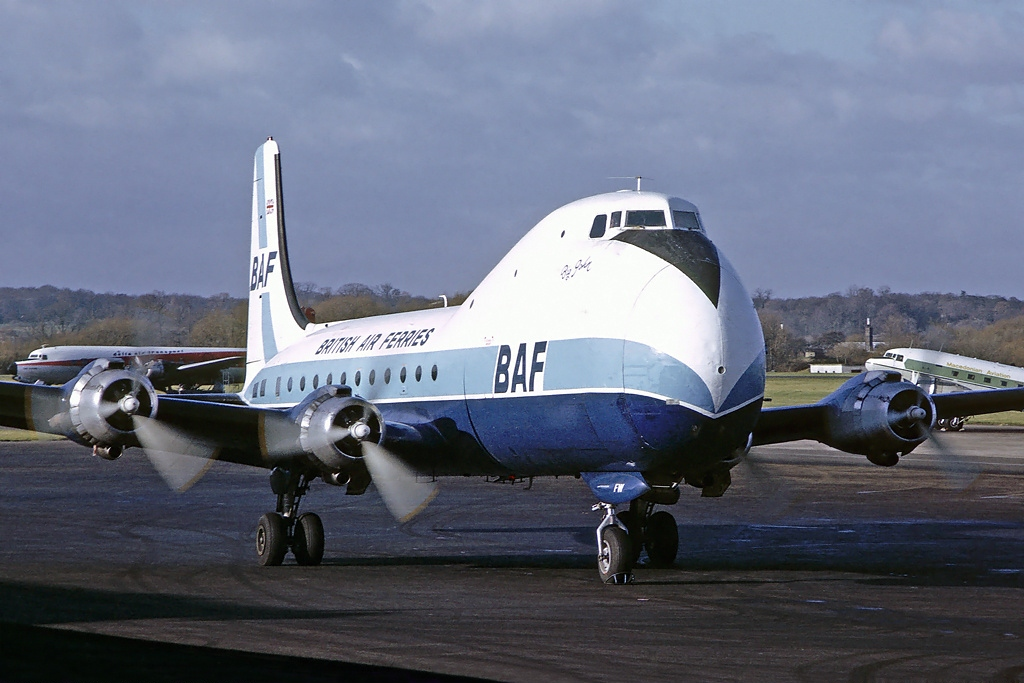
Eine British Air Ferries Carvair, Southend (1974); gut erkennbar der stark umgebaute Vorderrumpf

Zwischen 1961 und 1969 wurden insgesamt 21 DC-4 (19 C-54, 2 DC-4) umgebaut. Diese wurden ausgeliefert an:
- Aer Lingus (3 Stück, 1963–1964)
- Ansett-ANA (3 Stück, 1965–1968)
- Aviaco (3 Stück, 1964–1965)
- British Air Ferries1) (1 Stück, 1969)
- British United Air Ferries1) (6 Stück, 1963–1966)
- Channel Air Bridge1) (3 Stück, 1962)
- Interocean Airways (2 Stück, 1962), die unter luxemburgischer Flagge flog.

1)
Channel Air Bridge und Silver City Airways schlossen sich am 1. Januar 1963 zu British United Air Ferries (BUAF) zusammen. Diese wurde am 1. Oktober 1967 in British Air Ferries umbenannt.
Nach dem Ende der Beförderung von Pkw über den Ärmelkanal im Jahre 1973 verkauften die meisten Betreiber ihre Carvair an Frachtfluggesellschaften rund um die Welt.
Ende Mai 2007 waren noch zwei Maschinen im Dienst, davon eine bei Phoebus Apollo (9J-PAA) in Südafrika und eine bei Gator Global Flying Services in Texas. Drei oder vier weitere nicht flugfähige Maschinen existieren ebenfalls noch.

## Zwischenfälle
Vom Erstflug 1961 bis Mai 2023 kam es mit ATL-98 Carvair zu acht Totalschäden. Bei 4 davon kamen 24 Menschen ums Leben.
Vollständige Liste:
- Am 28. Dezember 1962 wurde mit einer aus Southend kommenden ATL-98 der Channel Air Bridge (Luftfahrzeugkennzeichen G-ARSF) bei schlechter Sicht und Schneefall ein Sichtanflug auf den Flughafen Rotterdam durchgeführt. Auf Grund eines zu steilen Anflugs kollidierte das Flugzeug 240 Meter vor der Landebahn mit einem zwei Meter hohen Damm, sprang wieder hoch und schlug dann 70 Meter weiter sehr heftig erneut auf. Dabei riss die rechte Tragfläche ab, woraufhin die Maschine sich nach rechts auf den Rücken drehte und noch rund 200 Meter weiter rutschte. Der Kapitän wurde getötet, die anderen 3 Besatzungsmitglieder sowie die 14 Passagiere überlebten.[7][8]

- Am 8. März 1967 verlor eine ATL-98 der Compagnie Air Transport (F-BMHU) beim Start vom Flughafen Karachi wieder an Höhe und stürzte auf eine Straßenbrücke, wobei sie Rikschas und einen Lastwagen zerstörte. Das Startgewicht der voll beladenen Maschine war für die herrschenden Wetterbedingungen zu hoch. Vier der sechs Besatzungsmitglieder sowie sieben Personen am Boden kamen ums Leben.[9][10]

- Am 28. September 1968 verunglückte eine ATL-98 der kanadischen Eastern Provincial Airways (CF-EPX) bei der Landung am Flugplatz Twin Falls (Neufundland, Kanada). Der auf der ATL-98 recht unerfahrene Kapitän versuchte, so früh wie möglich auf der sehr kurzen Landebahn aufzusetzen. Das Hauptfahrwerk schlug jedoch etwa 2,50 Meter vor der Landebahnschwelle gegen die Spitze einer Böschung. Der Kapitän startete durch und musste sofort den Propeller Nr. 2 (links innen) in die Segelstellung bringen, da der Motor keine Leistung entwickelte. Das Flugzeug kreiste eine Weile und setzte dann auf dem Bugfahrwerk auf. Die linke Tragfläche berührte den Boden, die Maschine schwang von der Landebahn herunter. Alle 38 Insassen, fünf Besatzungsmitglieder und 33 Passagiere, überlebten den Unfall. Das Flugzeug wurde irreparabel beschädigt.[11]

- Am 23. Juni 1969 kam es an einer ATL-98 der Dominikanischen Dominicana de Aviación (HI-168) unmittelbar nach dem Abheben vom Flughafen Miami (Florida, USA) zu starker Rauchentwicklung aus den Triebwerken Nr. 2 (links innen) und Nr. 4 (rechts außen). Beim Versuch der Rückkehr stürzte die Maschine in einer Kurve aus rund 90 Metern Höhe ab und schlug etwa 1,5 Kilometer vom Flughafen entfernt in Gebäude ein. Alle 4 Besatzungsmitglieder, die einzigen Insassen auf dem Frachtflug, wurden getötet. Außerdem kamen 6 Menschen am Boden ums Leben. Das Flugzeug wurde zerstört.[12]

- Am 18. März 1971 brach an einer aus Southend kommenden ATL-98 der British Air Ferries (BAF) (G-APNH) bei einer Seitenwindlandung auf dem Flughafen Le Touquet das Bugfahrwerk zusammen. Alle 18 Insassen überlebten den Unfall. Eine Reparatur der Maschine wäre jedoch unwirtschaftlich gewesen.[13]

- Am 4. April 1997 fiel an einer ATL-98 der US-amerikanischen Custom Air Service (N83FA) während des Startlaufs auf dem Flugplatz Griffin-Spalding County (Georgia, USA) das Triebwerk Nr. 1 (links außen) aus. Aufgrund der fehlerhaften Verfahren der Piloten drehte die Maschine nach links, die Tragfläche senkte sich und die Maschine überrollte das Landebahnende. Sie krachte in eine leerstehendes Gebäude und wurde durch Feuer zerstört. Beide Piloten, die einzigen Insassen auf dem Überführungsflug, wurden getötet.[14]

- Am 28. Juni 1997 brach in einer ATL-98 der US-amerikanischen Hondu Carib Cargo (N103) nach dem Start vom Flugplatz Venetie (Alaska, USA) im Triebwerk Nr. 2 (links innen) ein Brand aus. Trotz des Abstellens des Triebwerks und des Betätigens beider dortiger Feuerlöscher brannte der Motor weiter und löste sich von der Tragfläche. Der Kapitän war gezwungen, eine Notlandung auf einer Sand- und Kiesbank im Chandalar River durchzuführen. Alle drei Besatzungsmitglieder, die einzigen Insassen auf dem Überführungsflug, überlebten den Unfall.[15]

- Am 30. Mai 2007 setzte die ATL-98 der Brooks Fuel (N898AT) in Alaska, beladen mit knapp 11.400 Litern Benzin, auf dem Nixon Fork Mine airstrip (Alaska, USA) vor der Landebahn auf, worauf das rechte Hauptfahrwerk abgerissen wurde. In der Folge brach bei Bodenberührung auch die rechte Tragfläche ab und die Maschine kam neben der Landebahn zum Stillstand, wo sie teilweise verbrannte. Beide Besatzungsmitglieder überlebten den Unfall, das Flugzeug wurde jedoch abgeschrieben.[16][17]

## Technische Daten
Technische Daten der Aviation Traders ATL-98:
| Kenngröße                              | Daten                                                  |
| -------------------------------------- | ------------------------------------------------------ |
| Länge                                  | 31,27 m                                                |
| Spannweite                             | 35,82 m                                                |
| Höhe                                   | 9,09 m                                                 |
| Flügelfläche                           | 135,8 m²                                               |
| Flügelstreckung                        | 9,4                                                    |
| Leermasse                              | 18.762 kg                                              |
| Startmasse                             | 33.475 kg                                              |
| Landerollstrecke                       | 650 m                                                  |
| Startrollstrecke                       | 1035 m                                                 |
| Steiggeschwindigkeit                   | 198 m/min                                              |
| Überziehgeschwindigkeit (ohne Klappen) | 191 km/h                                               |
| Reisegeschwindigkeit                   | 342 km/h                                               |
| Höchstgeschwindigkeit                  | 402 km/h                                               |
| Dienstgipfelhöhe                       | 5700 m                                                 |
| Reichweite                             | 5560 km                                                |
| Triebwerke                             | 4 × Pratt & Whitney R-2000-7M2 Twin Wasp zu je 1081 kW |

## Trivia
Im bekannten James-Bond-Film Goldfinger von 1964 hatte eine Carvair einen Auftritt.